# نيولتون (لويزيانا)
نيولتون (بالإنجليزية: Newellton, Louisiana)‏ هي بلدة أمريكية تقع في الولايات المتحدة في لويزيانا. يقدر عدد سكانها بـ 1,227 نسمة .

## التركيبة السكانية
حدّد مكتب تعداد الولايات المتحدة بيانات التركيبة السكانية لنيولتون في تعداد الولايات المتحدة. في ما يلي، التركيبة السكانية حسب تعدادي 2000 و2010.

### تعداد عام 2000
بلغ عدد سكان نيولتون 1,482 نسمة بحسب تعداد عام 2000، وبلغ عدد الأسر 536 أسرة وعدد العائلات 377 عائلة مقيمة في البلدة. في حين سجلت الكثافة السكانية 655.8 نسمة لكل كيلومتر مربع (1,698.5/ميل2). وبلغ عدد الوحدات السكنية 595 وحدة بمتوسط كثافة قدره 263.3 لكل كيلومتر مربع (681.9/ميل2).
وتوزع التركيب العرقي للبلدة بنسبة 34.41% من البيض و64.71% من الأمريكيين الأفارقة و0.07% من الأمريكيين ذوي الأصول الآسيوية و0.20% من الأعراق الأخرى و0.61% من عرقين مختلطين أو أكثر و1.96% من الهسبانيون أو اللاتينيون من أي عرق.
بلغ عدد الأسر 536 أسرة كانت نسبة 45.7% منها لديها أطفال تحت سن الثامنة عشر تعيش معهم، وبلغت نسبة الأزواج القاطنين مع بعضهم البعض 34.5% من أصل المجموع الكلي للأسر، ونسبة 30% من الأسر كان لديها معيلات من الإناث دون وجود شريك،  بينما كانت نسبة 5.8% من الأسر لديها معيلون من الذكور دون وجود شريكة وكانت نسبة 29.7% من غير العائلات. تألفت نسبة 26.9% من أصل جميع الأسر من عدة أفراد يعيشون في نفس المنزل ونسبة 11.9% كانت تتألف من شخص يعيش بمفرده يبلغ من العمر 65 عاماً أو أكثر. وبلغ متوسط حجم الأسرة المعيشية 2.63، أما متوسط حجم العائلات فبلغ 3.19.
بلغ العمر الوسطي للسكان 35.2 عاماً. وكانت نسبة 32% من القاطنين تحت سن الثامنة عشر، وكانت نسبة 7.8% بين الثامنة عشر والرابعة والعشرين عاماً، ونسبة 23.7% كانت واقعةً في الفئة العمرية ما بين الخامسة والعشرين والرابعة والأربعين عاماً، ونسبة 19% كانت ما بين الخامسة والأربعين والرابعة والستين، ونسبة 12.9% كانت ضمن فئة الخامسة والستين عاماً فما فوق. يوجد لكل 100 أنثى 80.1 ذكر، ويوجد لكل 100 أنثى في الثامنة عشر من عمرها فما فوق 70.9 ذكر.
بلغ متوسط دخل الأسرة في البلدة 17,457 دولارًا، أما متوسط دخل العائلة فبلغ 21,029 دولارًا. وكان متوسط دخل الذكور 23,333 دولارًا مقابل 14,519 دولارًا للإناث. وسجل دخل الفرد الخاص بالبلدة 9,365 دولارًا. وكانت نسبة 33.8% من العائلات ونسبة 38.4% من السكان تحت خط الفقر، وكان من هؤلاء نسبة 48.9% تحت سن الثامنة عشر ونسبة 31.9% في الخامسة والستين من العمر وما فوق.

### تعداد عام 2010
بلغ عدد سكان نيولتون 1,187 نسمة بحسب تعداد عام 2010، وبلغ عدد الأسر 478 أسرة وعدد العائلات 318 عائلة مقيمة في البلدة. في حين سجلت الكثافة السكانية 525.2 نسمة لكل كيلومتر مربع (1,360.3/ميل2). وبلغ عدد الوحدات السكنية 563 وحدة بمتوسط كثافة قدره 249.1 لكل كيلومتر مربع (645.2/ميل2).
وتوزع التركيب العرقي للبلدة بنسبة 28.48% من البيض و71.02% من الأمريكيين الأفارقة و0.51% من عرقين مختلطين أو أكثر و0.93% من الهسبانيون أو اللاتينيون من أي عرق.
بلغ عدد الأسر 478 أسرة كانت نسبة 35.4% منها لديها أطفال تحت سن الثامنة عشر تعيش معهم، وبلغت نسبة الأزواج القاطنين مع بعضهم البعض 28% من أصل المجموع الكلي للأسر، ونسبة 33.7% من الأسر كان لديها معيلات من الإناث دون وجود شريك،  بينما كانت نسبة 4.8% من الأسر لديها معيلون من الذكور دون وجود شريكة وكانت نسبة 33.5% من غير العائلات. تألفت نسبة 30.8% من أصل جميع الأسر من عدة أفراد يعيشون في نفس المنزل ونسبة 14.4% كانت تتألف من شخص يعيش بمفرده يبلغ من العمر 65 عاماً أو أكثر. وبلغ متوسط حجم الأسرة المعيشية 2.48، أما متوسط حجم العائلات فبلغ 3.14.
بلغ العمر الوسطي للسكان 36.6 عاماً. وكانت نسبة 27.5% من القاطنين تحت سن الثامنة عشر، وكانت نسبة 10.2% بين الثامنة عشر والرابعة والعشرين عاماً، ونسبة 19.8% كانت واقعةً في الفئة العمرية ما بين الخامسة والعشرين والرابعة والأربعين عاماً، ونسبة 25.9% كانت ما بين الخامسة والأربعين والرابعة والستين، ونسبة 16.6% كانت ضمن فئة الخامسة والستين عاماً فما فوق. وتوزع التركيب الجنسي للسكان بنسبة 45.2% ذكور و54.8% إناث.